# Білоус Володимир Васильович
Білоус Володимир Васильович (*12 серпня 1947 року) — український геодезист, фотограмметрист, кандидат технічних наук, доцент Київського національного університету імені Тараса Шевченка.

## Біографія
Народився 12 серпня 1947 року в Києві. З 1965 року працював лаборантом геодезичного підрозділу науково-дослідної секції Київського інженерно-будівельного інституту (КІБІ). З 1967 року працює на кафедрі геодезії. Закінчив у 1972 році КІБІ. У 1972—1974 роках працював інженером кафедри геодезії. З 1981 року навчався в аспірантурі Київського університету. З відзнакою закінчив у 1985 році вищі державні курси підвищення кваліфікації керівних, інженерно-технічних і наукових робітників. У Київському університеті працює з 1976 року молодшим науковим співробітником науково-дослідної секції кафедри геодезії і картографії, з 1990 року асистентом, з 1992 — доцентом. Кандидатська дисертація «Совершенствование методов и средств крупномасштабных топографических съемок» захищена у 1989 році.
Викладає нормативні та спец. курси: «Радіоелектронна геодезія», «Фотограмметрія», «Фототопографія», «Прикладна фотограмметрія», «Аерокосмічні зйомки», «Дистанційне зондування Землі».

## Нагороди і відзнаки
Нагороджений Бронзовою медаллю ВДНГ СРСР за розробку і впровадження в серійне виробництво командного приладу аерофотознімання.

## Наукові праці
Сфера наукових досліджень: фотограмметрія, геодезія, радіоелектронна геодезія, охорона і збереження пам'яток архітектурної спадщини, прикладна фотограмметрія. Автор близько 60 наукових праць з геодезії, прикладної фотограмметрії, охорони пам'яток архітектури. Автор 2 винаходів (авторське свідоцтво СРСР № 545864 «Способ получения изолиний рельефа на фотоснимке»). Основні праці:
1. Фотограмметрія: Підручник. — К., 1989 (у співавторстві).
2. Радіоелектронна геодезія: Навчальний посібник. — К., 2000 (у співавторстві).
3. Методичний посібник з навчальної топографічної практики для студентів географічного факультету та відділення військової підготовки. — К., 1998 (у співавторстві).
4. (рос.) Связь координат точек снимка и местности при панорамной фототеодолитной съемке. 1988.
5. Геодезія. Статистична обробка та вирівнювальні обчислення результатів вимірювань: Навчальний посібник. — К., 2002.
6. Топографія з основами геодезії: Підручник. — К., 2008 (у співавторстві).
7. Дистанційне зондування з основами фотограмметрії: Навчальний посібник. К., 2010 (у співавторстві).